# Domnești, Ilfov
Domnești este satul de reședință al comunei cu același nume din județul Ilfov, Muntenia, România. Satul s-a format de-a lungul secolului al XX-lea, prin comasarea mai multor sate din zonă: Cațichea, Domnești-Călțuna, Domnești-Sârbi, Ciutaci, Domneștii de Jos și Domneștii de Sus.

 Acest articol despre o localitate din județul Ilfov este deocamdată un ciot. Puteți ajuta Wikipedia prin completarea lui.